# California Games
California Games ist ein Computerspiel, das ab 1987 von Epyx ursprünglich für den C64 und Apple II produziert wurde. Später folgten Umsetzungen für Amiga, Atari (ST, 2600), Amstrad CPC, Apple IIgs, Sega Mega Drive, Sega Master System, ZX Spectrum, MSX, NES, Wii/Virtual Console und PC (DOS, J2ME). Zudem wurde es 1989 für die tragbare Konsole Atari Lynx umgesetzt. California Games ist neben Summer Games, Winter Games und World Games Teil von Epyx' Games-Serie.

## Disziplinen
- Skateboarden (in einer Halfpipe Tricks vorführen, Dauer: 1:15 Min. oder 3 Stürze)
- Footbag (möglichst oft den Ball treten/köpfen, wobei Drehen und andere Tricks Bonuspunkte bringen)
- Surfen (Wellenreiten mit Tricks, wobei bei Sprüngen der richtige Winkel beachtet werden muss, Dauer: 1:30 Min. oder 4 Stürze)
- Rollschuhlaufen (an einer Strandpromenade, z. B. durch Springen, Hindernissen wie Bananenschalen, Pfützen, Sand, Eiswaffeln, Rissen im Asphalt, u. a. ausweichen)
- BMX (eine hügelige Strecke möglichst schnell mit Kunststücken absolvieren)
- Frisbee (Scheibe möglichst weit werfen und fangen, wobei es verschiedene Fangmethoden gibt)

## Spielablauf
Im Intro wird ein kalifornisches Autonummernschild gezeigt, auf dem in Großbuchstaben der Titel des Spiels zu lesen ist. Nach Eingabe der Anzahl (1–8) und Namen der Spieler kann man zunächst wählen, ob und welche Disziplinen man trainieren will oder ob ein Wettbewerb gestartet werden soll. Statt für ein Land startet man bei den California Games für einen Sponsor. In den meisten Disziplinen hat man drei Versuche bzw. „Leben“, bei schweren Stürzen (z. B. bei BMX) kann man allerdings auch sofort ausscheiden.

## Musik
Die SID Musik schrieben Chris Grigg und Gil Freeman.

## Gimmicks (Auswahl)
Es gibt mehrere Gimmicks in diesem Spiel.
- Beim Skateboarden fällt bei einem (selten aufkommenden) Erdbeben einer der Buchstaben des im Hintergrund zu sehenden Hollywood-Schriftzuges herab.
- Beim Footbaggen kann man eine vorbeifliegende Möwe treffen, die daraufhin zu taumeln anfängt.
- Beim Surfen erscheint nach einem Misserfolg manchmal zur Titelmelodie des Films Der weiße Hai ein zähnefletschender solcher, ein lautäußernder Delfin beim tail walking oder ein lautäußernder, im oberen Bildschirmbereich vorbeifliegender Meeresvogel.
- Hat man beim Frisbee einige Fehlwürfe und wartet zu lange, wird der Partner von einem UFO entführt.

## C64 DTV
Am 17. Oktober 2005 erschien auch in Deutschland der C64 DTV, der, neben California Games, Summer Games und Winter Games auch einige weitere Spiele enthält.

## Nachfolger
1990 erschien California Games II für Amiga, Atari ST, DOS, Sega Master System und SNES.
Derzeit besitzen Ironstone, Magnussoft und System 3 die Lizenz, den Namen Epyx zu verwenden. Dadurch erschienen für verschiedene Plattformen wieder Spiele, deren Name und Gestaltung sich am Original orientieren.